# Edina (Missouri)
Edina és una població dels Estats Units a l'estat de Missouri. Segons el cens del 2000 tenia 1.233 habitants.

## Demografia
Segons el cens del 2000, Edina tenia 1.233 habitants, 571 habitatges, i 339 famílies. La densitat de població era de 363,4 habitants per km².
Dels 571 habitatges en un 22,9% hi vivien nens de menys de 18 anys, en un 47,1% hi vivien parelles casades, en un 9,6% dones solteres, i en un 40,6% no eren unitats familiars. En el 38,9% dels habitatges hi vivien persones soles el 21,5% de les quals corresponia a persones de 65 anys o més que vivien soles. El nombre mitjà de persones vivint en cada habitatge era de 2,11 i el nombre mitjà de persones que vivien en cada família era de 2,78.
Per edats la població es repartia de la següent manera: un 22,4% tenia menys de 18 anys, un 5,6% entre 18 i 24, un 21,5% entre 25 i 44, un 23,6% de 45 a 60 i un 26,9% 65 anys o més.
L'edat mediana era de 45 anys. Per cada 100 dones de 18 o més anys hi havia 82,6 homes.
La renda mediana per habitatge era de 24.900 $ i la renda mediana per família de 30.938 $. Els homes tenien una renda mediana de 21.492 $ mentre que les dones 16.458 $. La renda per capita de la població era de 12.863 $. Entorn del 15,1% de les famílies i el 19,1% de la població estaven per davall del llindar de pobresa.

## Poblacions més properes
El següent diagrama mostra les poblacions més properes.